# Bobaye
Der Bobaye ist ein 6808 m hoher vergletscherter Berg im Himalaya im Nordwesten von Nepal.
Der Bobaye befindet sich im westlichen Teil des Gebirgsmassivs Gurans Himal an der Distriktgrenze zwischen Darchula im Westen und Bajhang im Osten. Der Bobaye liegt 10,26 km ostsüdöstlich des Api (7132 m), dem höchsten Berg des Gurans Himal.

## Besteigungsgeschichte
Im November 1996 gelang dem Slovenen Tomaž Humar die Erstbesteigung des Bobaye.